# Західний військовий округ (СРСР)
За́хідний військо́вий о́круг (ЗахВО) (з 11 липня 1940 — За́хідний особли́вий військо́вий о́круг (ЗахОВО) — оперативно-стратегічне територіальне об'єднання в СРСР, військовий округ на території Білорусі у 1940–1941 рр.
Територія округу включала всю Білоруську РСР із західними областями, що приєднали у ході Польського походу 1939 року.
Управління округу — у місті Мінськ.

## Історія

### Командування
- Командувачі:
  - Барсуков Е. 3. (11.1918 — 08.1919);
  - Каменщиков Василь Вікторович (08.1919 — 11.1919);
  - Богданов Михайло Сергійович (11.1919 — 11.1920);
  - Кукк Олександр Іванович (врид, 04.1924);
  - Корк А. І. (04.1924 — 02.1925, 11.1925 — 05.1927);
  - генерал армії Павлов Д. Г. (11 липня 1940 — 22 червня 1941)